# 厌氧螺菌属
厌氧螺菌属為气单胞菌目琥珀酸弧菌科的一属厌氧革兰氏阴性菌。螺旋状细胞。分离于狗和猫的粪便，也是人的病原，可引起菌血症或腹泻。此属的模式种为产琥珀酸厌氧螺菌(Anaerobiospirillum succiniciproducens)。

## 下属物种
- 产琥珀酸厌氧螺菌 Anaerobiospirillum succiniciproducens Davis et al., 1976
- 托氏厌氧螺菌 Anaerobiospirillum thomasii Malnick, 1997